# SN 2006ns
SN 2006ns – supernowa typu II odkryta 17 października 2006 roku w galaktyce A213332+0047. W momencie odkrycia miała maksymalną jasność 20,60m.